# Мейлишах-султан
Мейлиша́х-султан (тур. Meylişah Sultan; fl. 1621) — наложница османского султана Османа II и мать шехзаде Омера.

## Имя и титул
Турецкие историки Недждет Сакаоглу и Чагатай Улучай называют эту наложницу Османа II Мейлишах (тур. Meylişah), отмечая, что в некоторых османских хрониках встречаются также варианты Мейликая (тур. Meylikaya) и Мелексима (тур. Meleksima). Османист Энтони Олдерсон, османский историк Сюрея Мехмед-бей и турецкий историк Али Кемаль Мерам приводят только один вариант — Мейлишах.
Али Кемаль Мерам пишет, что Мейлишах носила титул «султан», тогда как Сюрея называет её «кадын».

## Биография
Дата и место рождения Мейлишах неизвестна. Али Кемаль Мерам пишет, что она была сербского происхождения. В гарем молодого Османа II Мейлишах попала вероятно до 1621 года, поскольку она считается матерью шехзаде Омера (у Олдерсона и Сюреи — Эмир), рождённого по разным данным в мае 1621 года или 20 октября 1621 года — до или после того, как Осман II возглавил войска во время похода на Хотин. Большинство источников сходятся во мнении, что Омер был единственным ребёнком Мейлишах, однако Али Кемаль Мерам называет её сыном также шехзаде Мустафу. Шехзаде Омер скончался в возрасте двух лет уже после убийства Османа. О судьбе самой Мейлишах после смерти молодого султана никаких данных нет.

## В культуре
Мейлишах является одним их второстепенных персонажей последних серий 1 сезона турецкого телесериала «Великолепный век. Империя Кёсем»; здесь любимица султана Османа и мать шехзаде Омера носит имя Мелексима, её роль исполнила турецкая актриса Бесте Кёкдемир.